# Marcus Cocceius Nerva (juriste)
Pour les articles homonymes, voir Marcus Cocceius Nerva.
Marcus Cocceius Nerva (vers 20 av. J.-C. - 33), fils de Marcus Cocceius Nerva, est un célèbre juriste romain et membre de l'entourage de l'empereur Tibère.

## Biographie
Il dirigeait une des deux importantes écoles de juristes à Rome, qui prendra le nom d'École proculienne, du nom de son successeur Proculus. Il devient consul suffect en juillet 21 ou 22. Pendant son consulat, lui et son collègue ont restaurés la prison de Tullianum.
En 33, il se laissa mourir de faim malgré les supplications de Tibère. En guise d'explication Tacite écrit : « Les confidents de ses pensées disaient que, voyant de plus près que personne les maux de la république, c'était par colère et par crainte qu'il avait cherché une fin honorable, avant que sa gloire et son repos fussent attaqués. » Certains critiques déduisent de cela qu'il désespérait des tyrannies de la garde prétorienne et qu'il s'est suicidé en forme de protestation ou qu'il était peut-être inquiet pour sa propre sécurité.
Il est le grand-père de l'empereur Nerva et le père d'un Marcus Cocceius Nerva dont on ne sait à peu près rien sauf qu'il fut consul suffect en 40, mis à part l'existence de son fils empereur romain de 96 à 98 et le nom de sa femme Sergia Plautilla. Il a au moins aussi une fille, appelée Cocceia, qui épouse Lucius Salvius Otho Titianus, le frère du futur empereur Othon.